# Angst (álbum de Lacrimosa)
Angst («Miedo» en alemán) es el disco debut de la banda de Darkwave Lacrimosa. En el disco, todas las canciones están escritas en alemán. Las canciones son lentas y sencillas, mostrando un ambiente oscuro, misterioso y lleno de nostalgia. «Der Ketzer» (El Hereje) es una canción llena de rabia y reclamo hacia la iglesia, en ella se incluye una voz femenina y una cita del papa Juan Pablo II.
La portada del disco, pintada por Stelio Diamantopoulos, representa un carnaval de finales del siglo XVIII, con algunas nubes de tormenta, esto da comienzo al personaje y a la historia del Arlequín, alter ego de Tilo Wolff. Él participaba feliz en el carnaval hasta que ocurrió algo. Este hecho fue el que causó que el arlequín abandonara su hogar.
En 2005 por medio de Icarus (Argentina) y Scarecrow (México), se reeditó el álbum en una edición de aniversario donde se incluía la canción "Diener Eines Geistes" (Dirus Mix) como un Bonus Track.

## Lista de canciones
1. "Seele in Not" 9:21
2. "Requiem" 9:51
3. "Lacrima Mosa" 5:17
4. "Der Ketzer" 7:22
5. "Der Letzte Hilfeschrei" 5:21
6. "Tränen der Existenzlosigkeit" 10: 40